# Vegas (The Crystal Method)
Vegas è l'album di debutto del gruppo musicale statunitense The Crystal Method, pubblicato nel 1997 per l'etichetta discografica Outpost Records.
Il CD è noto in modo particolare per la presenza di alcuni suoi brani quali: Keep Hope Alive, Now Is The Time, More e Busy Child, nella storica colonna sonora del videogioco FIFA '98: Road to World Cup della EA Sports.

## Tracce

### Versione statunitense
1. Trip Like I Do - 7:34
2. Busy Child - 7:25
3. Cerry Twist - 4:25
4. High Roller - 5:29
5. Comin' Back - 5:39
6. Keep Hope Alive - 6:12
7. Vapor Trail - 6:31
8. She's My Pusher - 5:41
9. Jaded - 7:05
10. Bad Stone - 5:09

### Versione britannica
1. Trip Like I Do - 7:34
2. Busy Child - 7:25
3. Cerry Twist - 4:25
4. High Roller - 5:29
5. Comin' Back - 5:39
6. Keep Hope Alive - 6:12
7. Vapor Trail - 6:31
8. She's My Pusher - 5:41
9. Jaded - 7:05
10. Now Is The Time
11. Bad Stone - 5:09
12. (Can't You) Trip Like I Do - 4:28

## Formazione
- Ken Jordan
- Scott Kirkland